# Констанц (район)
Констанц (нем. Konstanz) — район в Германии. Центр района — город Констанц. Район входит в землю Баден-Вюртемберг. Подчинён административному округу Фрайбург. Занимает площадь 817,98 км². Население — 286 357 чел. Плотность населения — 351 человек/км².
Официальный код района — 08 3 35.
Район подразделяется на 25 общин.

## Города и общины
Города
1. Аах (2 195)
2. Энген (10 168)
3. Констанц (80 980)
4. Радольфцелль (30 187)
5. Зинген (45 420)
6. Штоках (16 754)
7. Тенген (4 719)

Объединения общин
Общины
1. Алленсбах (7 139)
2. Бодман-Людвигсхафен (4 233)
3. Бюзинген-на-Верхнем-Рейне (1 423)
4. Айгельтинген (3 536)
5. Гайнхофен (3 212)
6. Гайлинген (3 039)
7. Готтмадинген (10 343)
8. Хильцинген (8 364)
9. Хоэнфельс (2 039)
10. Мос (3 250)
11. Мюльхаузен-Эхинген (3 681)
12. Мюлинген (2 325)
13. Энинген (3 728)
14. Орзинген-Ненцинген (3 098)
15. Райхенау (5 193)
16. Рилазинген-Ворблинген (11 938)
17. Штайслинген (4 518)
18. Фолькертсхаузен (2 794)